# Michael Austermann
Michael Austermann (* 1949) ist ein deutscher Pädagoge und Hochschullehrer.

## Leben
Nach einem Studium auf Lehramt für Hauptschulen in Bonn und einer Tätigkeit als Lehrer ab 1973 in West-Berlin erlangte Austermann eine Qualifikation als Sonderpädagoge an der Universität Dortmund. Dort erfolgte 1992 seine Promotion zum Dr. paed. mit der Dissertation Rückwirkungen von Bemühungen um die schulische Integration behinderter Kinder und Jugendlicher auf „Schule“ unter morphologischem Ansatz. Von 1990 bis 1994 war Austermann Lehrbeauftragter im Bereich Blindenpädagogik an der Humboldt-Universität Berlin, anschließend vertrat er von 1995 bis 1997 die Professur  für Didaktik in der Fachrichtung Blinden- und Sehbehindertenpädagogik an der Universität Dortmund.
1997 folgte Austermann einem Ruf auf die Professur für Blindenpädagogik an die Pädagogische Hochschule Heidelberg. Ab 2000 war er dort Prorektor, von 2002 bis 2009 Rektor der Hochschule. Seit 2010 nimmt er als Gastprofessor die Aufgaben des Lehrstuhls für Blinden- und Sehbehindertenpädagogik an der HU Berlin war.